# Max Adler (Philanthrop)
Max Adler (* 12. Mai 1866 in Elgin Illinois, USA; † 4. November 1952 in Los Angeles, Kalifornien, USA) war ein US-amerikanischer Geiger, Geschäftsmann und Philanthrop.

## Leben
Adler entstammt einer jüdischen Familie, die in den 1850er Jahren aus Deutschland in die USA einwanderte. Er schloss in seiner Heimatstadt die Highschool ab, nahm für einige Jahre in Deutschland in Berlin Violinunterricht. Nach seiner Rückkehr in die USA wurde er Konzertviolinist und Mitglied des bis 1895 bestehenden Mendelssohn Quintette Club in Boston, Massachusetts. 
Adler gab seine Musikkarriere auf, nachdem er nach seiner Heirat mit Sophie Rosenwald in die Geschäftsleitung des Chicagoer Handelsunternehmens Sears, Roebuck & Company eingetreten war. Sein Schwiegervater, der an Sears beteiligte Julius Rosenwald, war Begründer des Museum of Science and Industry in Chicago.
1928 zog Adler sich aus dem Unternehmen zurück und betätigte sich fortan als Philanthrop. Er war unter anderem der Motor hinter der Gründung des Adler-Planetariums in Chicago. Des Weiteren war er ein Förderer des Hebrew Union College in Cincinnati, Ohio.